# Stanisławce
Stanisławce (biał. Станіслаўцы; ros. Станиславцы) – wieś na Białorusi, w obwodzie witebskim, w rejonie dokszyckim, w sielsowiecie Wołkołata.

## Historia
W czasach zaborów w gminie Wołkołata, w powiecie wilejskim, w guberni wileńskiej Imperium Rosyjskiego.
W latach 1921–1945 wieś leżała w Polsce, w województwie wileńskim, w powiecie duniłowickim, od 1926 w powiecie postawskim, w gminie Wołkołata.
Według Powszechnego Spisu Ludności z 1921 roku zamieszkiwały tu 244 osoby, wszystkie były wyznania rzymskokatolickiego. Jednocześnie 197 mieszkańców zadeklarowało polską przynależność narodową, 47 białoruską. Było tu 49 budynków mieszkalnych. W 1931 w 52 domach zamieszkiwało 287 osób.
Wierni należeli do parafii rzymskokatolickiej w Wołkołacie. Miejscowość podlegała pod Sąd Grodzki w Duniłowiczach i Okręgowy w Wilnie; właściwy urząd pocztowy mieścił się w Wołkołacie.
W 1938 roku miejscowość należała do gromady Stanisławce gminy Wołkołata.
Po agresji ZSRR na Polskę w 1939 roku wieś znalazła się w granicach BSRR. W latach 1941–1944 była pod okupacją niemiecką. Od 1945 leżała w BSRR. Od 1991 roku w Republice Białorusi.
Urodził się tu Michaił Sasonka.